# Guineu voladora vermellosa
La guineu voladora vermellosa (Pteropus scapulatus) és una espècie de ratpenat de la família dels pteropòdids. Viu a Austràlia i Papua Nova Guinea. El seu hàbitat natural són els boscos esclerofil·les, els de Melaleuca i els de bambú, a més dels manglars. En alguns llocs està amenaçada per la desforestació, però no es creu que hi hagi cap amenaça significativa per a la supervivència d'aquesta espècie.